# جوناثان ميلر (سياسي أمريكي، مواليد 1967)
جوناثان ميلر (بالإنجليزية: Jonathan Miller)‏ هو سياسي أمريكي، ولد في 24 يوليو 1967. نشط حزبياً في الحزب الديمقراطي.